# Lieja-Bastogne-Lieja 1943
La Lieja-Bastogne-Lieja 1943 fou la 30a edició de la clàssica ciclista Lieja-Bastogne-Lieja. Es va disputar el 27 de juny de 1943 en plena Segona Guerra Mundial i amb Bèlgica ocupada pels alemanys. Fou guanyada pel belga Richard Depoorter, guanyà en solitari per davant de Joseph Didden i d'un grup encapçalat per Stan Ockers.

## Resultats
|    | Ciclista                 | Equip   | Temps      |
| -- | ------------------------ | ------- | ---------- |
| 1  | Richard Depoorter (BEL)  | Helyett | 5h 52' 00" |
| 2  | Joseph Didden (BEL)      |         | + 7"       |
| 3  | Stan Ockers (BEL)        |         | + 50"      |
| 4  | Brik Schotte (BEL)       |         | m. t.      |
| 5  | Albert Dubuisson (BEL)   | Helyett | m. t.      |
| 6  | Joseph Somers (BEL)      |         | m. t.      |
| 7  | Hubert Deltour (BEL)     |         | m. t.      |
| 8  | Prosper Depredomme (BEL) | Dilecta | m. t.      |
| 9  | André Declercq (BEL)     |         | + 01' 00"  |
| 10 | Edward Van Dijck (BEL)   |         | m. t.      |